# Metoxiflurano
Metoxiflurano (C3H4Cl2F2O, ou 2,2-dicloro-1,1-difluoroetil metil éter) foi comumente usado como um anestésico inalável nos anos 1960 e no início dos anos 1970. É classificado como um hidrocarboneto halogenado sob o subgrupo ATC code N01 (Anestésicos) do Anatomical Therapeutic Chemical Classification System, mas sua estrutura química é mais precisamente caracterizada como um éter halogenado.